# Jodhpur (Division)
Jodhpur ist eine Division im indischen Bundesstaat Rajasthan.

## Distrikte
Die Division Jodhpur umfasst sechs Distrikte:
| Distrikt  | Hauptstadt | Fläche in km² | Einwohner (Stand: 2001) | Bev.-Dichte in E/km² |
| --------- | ---------- | ------------- | ----------------------- | -------------------- |
| Barmer    | Barmer     | 28.387        | 1.964.835               | 069                  |
| Jaisalmer | Jaisalmer  | 38.392        | 0.508.247               | 013                  |
| Jalaur    | Jalaur     | 10.640        | 1.448.486               | 136                  |
| Jodhpur   | Jodhpur    | 22.850        | 2.886.505               | 126                  |
| Pali      | Pali       | 12.387        | 1.819.201               | 147                  |
| Sirohi    | Sirohi     | 05.136        | 0.850.756               | 166                  |
| gesamt    |            | 117.792       | 9.478.030               | 080                  |